# Prosatanica Shooting Angels
Prosatanica Shooting Angels ist das vierte Album des Soloprojektes Nargaroth und erschien 2004.
Kanwulf selbst bezeichnet es als sein Lieblingsalbum von Nargaroth nach Geliebte des Regens, da es „ein Album [ist], das in fast allen Elementen ein untypisches Nargaroth-Album darstellt“.

## Titelliste
1. Love Is Always Over with Ejaculation – 1:12
2. Be Dead or Satanic – 8:41
3. Satan Industries – 5:33
4. Thinking Below the Ocean – 4:51
5. Black and Blasphemic Death Metal – 8:13
6. A Tear in the Face of Satan – 10:17
7. The Dark Side of the Moon – 2:50
8. Hunting Season – 6:10
9. I Bring My Harvest Home – 8:32

## Hintergrund
Das Album wurde von Kritikern oftmals als Stilwechsel Nargaroths gesehen. Kanwulfs Aussagen nach entspreche dies nicht den Tatsachen; ursprünglich sei es nicht als Nargaroth-Album, sondern als Shooting Angels betitelte Demoaufnahme eines Nebenprojekts namens Prosatanica geplant gewesen. Dennoch habe er es gemäß seinem Ausspruch „Kanwulf is Nargaroth, Nargaroth is Kanwulf – No compromise“ trotz der musikalischen und textlichen Unterschiede als offizielles Nargaroth-Album veröffentlicht, da er sich und Nargaroth als Einheit sah. Laut Kanwulf wurde Thinking Below the Ocean Anfang 2001 und der Rest des Albums im Januar/Februar 2004 aufgenommen.

## Inhalt
Die Texte sind rein in englischer Sprache gehalten. Carl von Lords Of Metal geht bei seiner Besprechung einer Promo-Version ohne Textbeilage davon aus, dass die Liedtexte nicht sonderlich bedeutend sind. Im Gegensatz zu den bisherigen Nargaroth-Veröffentlichungen greifen sie vereinzelt die Figur des Satans auf, welcher in dem Lied Be Dead or Satanic als Symbol der Rebellion dient und in Satan Industries als Wurzel des Übels in der Welt dargestellt wird. A Tear in the Face of Satan stellt ihn als menschlich fühlendes und nicht mehr von Gott geliebtes Wesen dar, dessen Hass und Zerstörung möglicherweise seinen Schmerz verbergen sollen.

## Musikalische Aspekte
Der Stil des Albums klingt den bisherigen Veröffentlichungen Nargaroths musikalisch ähnlich. Im Beiheft selbst bezeichnet Kanwulf den Stil als „Black and Blasphemic Death Metal“. Das gleichnamige Lied „ist durch VELES, den Meistern des Black Hateful Metal, inspiriert und teilweise gestohlen“ [sic!]. Kanwulf betont, keine Keyboards eingesetzt zu haben: „Alles was ich brauchte war ein Bass, um diese Sphären zu erschaffen.“ Der Gesang ist kaum zu verstehen, der Bass klingt künstlich und ist kaum zu hören. Kanwulf setzt mehr Film-Samples als üblich ein.

## Aufmachung

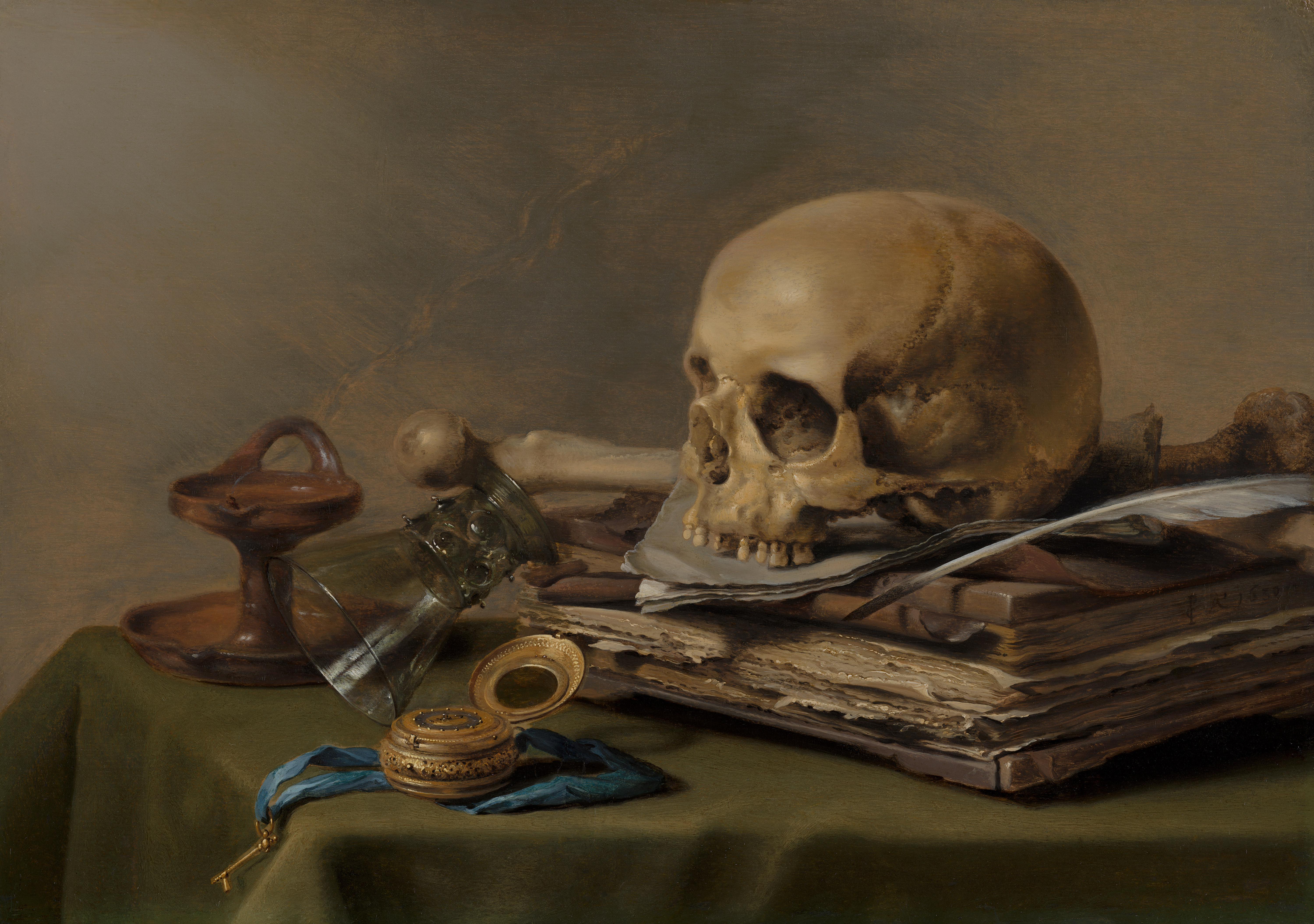
Original-Bild von Pieter Claesz von 1630

Das Cover, das einen auf einen Tisch befindlichen Totenschädel auf Schreibunterlagen zeigt, ist ein Vanitas-Motiv von Pieter Claesz. Der Hintergrund wurde jedoch ersetzt und unten in der linken Ecke eine Falte hineinretuschiert, darunter ist ein alter Text in karolingischen Minuskeln zu erkennen.
Das ursprüngliche Logo für das Projekt, das zwei gepfählte Engel enthielt, findet sich auf der Rückseite des Albums abgedruckt, welches jedoch untypischerweise sowohl den Projekt- als auch Albentitel enthält.
Auf der Rückseite der Beilage findet sich eine Widmung an A.J.H. (gemeint ist vermutlich Andrew J. „Akhenaten“ Harris von Judas Iscariot), Hat von Gorgoroth (wobei Kanwulf sich ausdrücklich auf die Frühphase mit der Demoaufnahme A Sorcery Written in Blood und dem Debütalbum Pentagram bezieht) und das deutsche Ein-Mann-Projekt Silexater. Unter dieser findet sich die Eigenbezeichnung als „Black and Blasphemic Death Metal“.
Im Beiheft finden sich zahlreiche Grüße an Black- als auch Death-Metal- und Grindcore-Bands, wie etwa Moonblood, Anal Cunt, Gut, Waco Jesus, Strid, Cannibal Corpse, Slayer etc., wobei die meisten Bands dabei mit dem Vorsatz „old“ versehen sind, womit Kanwulf wieder seine Vorstellungen vom angeblichen Niedergang des Black Metals ausdrücken will. Auf der Rückseite des Beihefts ist der Ausspruch „No Dark Throne Fan!“ in großen Lettern abgedruckt. Ebenso unter den Grüßen findet sich neben den Bands Graveland, Infernum und Veles aus dem polnischen NSBM-Umfeld wieder die rechtsextreme Band Absurd.

## Kritiken
Carl von Lords Of Metal bezeichnete Prosatanica Shooting Angels insgesamt als anständige CD, bemängelte jedoch die Produktion. Daniel von Metal Reviews zählt zwar Nargaroth an sich zu seinen Favoriten, bezeichnete das Album allerdings als zu großen Teilen gewöhnlich und langweilig. Auch der Rezensent von Ruhrmetal zählt sich zu denen, „die seinen Werken glühende Verehrung entgegen bringen“, von dem Album jedoch enttäuscht wurden. Die Aussage „No Dark Throne Fan!“ bezeichnete er als „[g]eradezu ironisch“. Die Klasse alter Darkthrone-Werke sei „ja wohl unbestritten“, ihre neuen Alben „seelenlos und nur noch auf Verkauf aus“. Er sei „geneigt, ähnliches auch von diesem Werk zu behaupten“. Amicus von Myrrthronth schrieb: „gut ist der aktuelle Streich beileibe nicht, weder vom produktionellen noch musikalischen Standpunkt aus betrachtet“. „Wirklich bescheuert“ seien die „vielen, kleinen Details, welche dem Album zusätzlich schaden“, die Liedtitel seien pubertär und die Film-Samples billig und unpassend. Es gebe jedoch „einzelne, qualitativ positive Ausrutscher“, die wiederum „vom dilettantischen zurechtfabrizierten Klangbild vernichtet“ würden. Die Schlagzeugspuren seien teilweise vom Album Black Metal ist Krieg bekannt und der Klang „in etwa so dünn wie ungewürztes Rohwasser“. Die Bassspuren klängen „so künstlich […], dass sie eventuell vom arg verstellten Keyboard kommen könnten“, verliehen jedoch vereinzelten Titeln wie A Tear in the Face of Satan „eine ungemein düstere Note“.